# Darnay család
A Darnay család az egyik legrégibb eredetű magyar nemesi család, amely az Aba nemzetségből származtatja magát. Történelmük egészen a 9. századig, Ügyek (Ugek) törzsfőig, Álmos vezér apjáig vezethető vissza. A szerteágazó család ősi birtokai a Mátraalján, a Hernád völgyében terültek el. A nemzetség ősi monostora, a darnói Boldogságos Szűz Mária premontrei prépostság (1257) Sárospatak és Bodrogolaszi között állott.
Az Aba nemzetség Darnay ágának első oklevelekből ismert őse Dornou-i Péter comes, Aba Demeter fia, aki birtokait 1306-ban szerezte I. Ulászló lengyel király birtokadománya által.
Számos közterület viseli a Darnay nevet Keszthelyen, Gyenesdiáson, Siófokon, és Sümegen. Több formában is találkozni a családnévvel. A családról szól Zoltán Vilmos író Darnay család című háromfelvonásos díjnyertes drámája.

## Névváltozatok
A történelmi család neve számos királyi könyvben (libri regii-Darnay Péter 1677), oklevéltárban is felbukkan. A különböző vármegyékben birtokokat tulajdonló család más és más névváltozatban is megjelenik. A következő formákban találkozni a család különböző ágaival, a néhány helyen jelölve a nemesi előnevet is: de Dornou, de Darnow, de Darno, de Darna, Darnay, Darnai, Darnaj, Darnói, darnói Darnay (Darnay de Darno), szentmártoni Darnay, vitézszentmártoni Darnay, bősi Darnay (Darnay de Böös).
Darnai formában a név első előfordulása 1343-ra tehető. 1343. április 2-án kelt ugyanis Visegrádban az az I. (Nagy) Lajos király országbírája által írt levél, amelyet a pécsi káptalannak címzett és amelyben Darnai Héder, mint bíró szerepel. Darnai Héder volt az egyik kijelölt bíra egy területvitában.
A Valkó vármegyei Darnay ág (Darnay Mihály és Miklós, 1505) valószínűsíthetően kihalt még II. Ulászló magyar király uralkodása idején.
A Darnayak történetének felkutatását bonyolítja, hogy házasság útján számos főnemesi magyar családdal kerültek rokonságba.

## A család birtokai

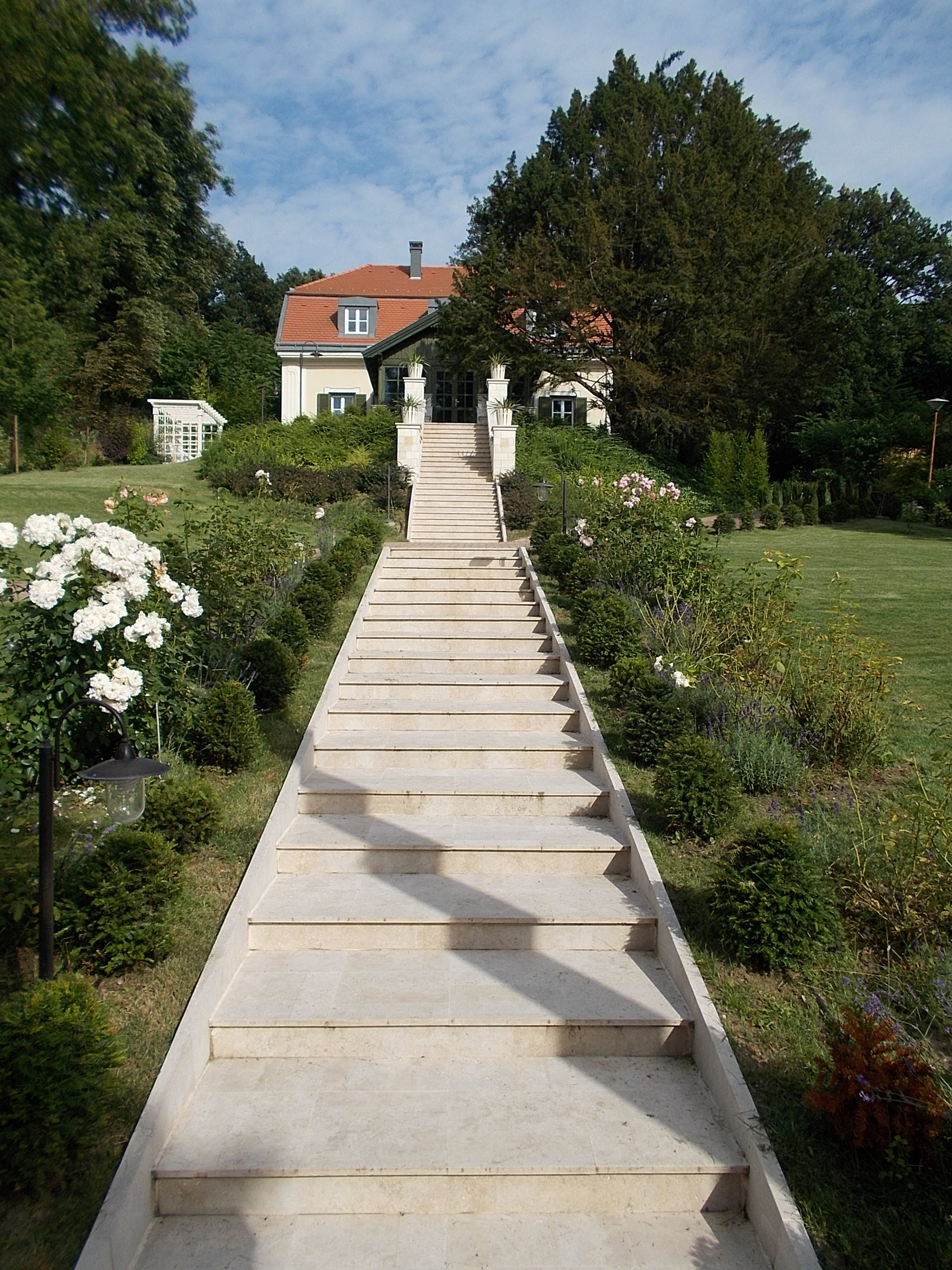
Darnay-villa Fonyódon

A Darnay család a következő településeken rendelkezett birtokokkal (legelő, rét, szántóföld, úrilak, kúria):
- Akli (Ugocsa vármegye, ma Ukrajna, Kárpátalja)- Darnay Lukács és fia, Sebestyén birtokai, 1433
- Balatonhenye – Darnai Sándor, 1847
- Bárdudvarnok (Somogy vármegye) – Darnay Béla birtoka  Ez a Somogy megyei birtok 632 hold összterületű volt. A jelentős terület magában foglalt több kertet és beltelket, kaszálót, legelőt, 110 hold erdőt, halastavat és szántóföldet is. A birtokon tejgazdaság, méhészet, mangalica tenyészet és lovarda működött. A 34 holdas tóból tavi pisztrángot, compót, harcsát és pontyot exportáltak külföldre.
- Bánya-helység (Bárdudvarnok) – A birtokok a csíbi Pogány családtól vásárolták 1889-ben
- Csernyéd (Csernyéd puszta, ma Hőgyész) (Tolna vármegye) – Darnay Lukács és Benedek, 1552
- Dabolc (ma Románia, Szatmár megye) – Két Darnay család birtokai, 1670
- Diószeg (ma Szlovákia) – Darnai Petrus és Darnai Andreas birtokai, 1720-as összeírások
- Eperjes (ma Kelet-Szlovákia) – Darnay Péter örökli dolciethi Dauson János skót származású nemes birtokait 1676-ban
- Fonyód – Darnay Béla villája
- Gyenesdiás – Darnay Pince (török kori boronapince 1644-ből, ma is üzemel bormúzeumként, piknikkertként, rendezvénypajtaként)
- Győrladamér- Darnayak birtoka 1474-től (László, Jakab) Mátyás király nádorán keresztül megparancsolja 1474. március 6-án, hogy a ladaméri birtokokat, "azok összes előnyüket és felszerelésüket", a kúriával együtt Darnói Jakab tulajdonába iktassa ellentmondás nélkül örökre.
- Gyula – Darnai Joannes, 1720
- Hetény – 1638
- Kaposvár – Darnay Kajetán – Darnay fivérek téglagyára – 160 fő munkás, évi 7 millió tégla és cserép gyártása 1890-től
- Keszthely
- Nemesköveskall (Köveskál – Zala) – III. Károly magyar király birtokadománya Darnay Ferenc részére 1721-ben
- Lipótfalva (ma Burgenland, Ausztria) – Darnaj Kelemen, 1544
- Monostorpályi (Hajdú-Bihar) – 1720
- Rinyabesenyő (Somogy) – Darnay Géza és Kajetán birtokai 1902 óta
- Sásvár – 1567
- Sümeg – szentmártoni Darnay ág kúriái, birtokai
- Sztropkó (Eperjes járás, ma Szlovákia) – szintén Darnay Péter birtokai, 1677
- Técső (Máramaros vármegye, ma Ukrajna, Kárpátalja) – Darnai család birtokai, akik rokonságban állnak a técsői Móricz családdal
- Tiszaújlak – 1632-1715
- Zenta (ma Szerbia) – Darnai Gergely, Darnay András, 1892
- Újhely (Felvidék, Kassai kerület, ma Szlovákia) – Darnay Péter, 1670

## Az ősi lakhelyek
Az Árpád-kori magyar nemzetségek nevei általában személynévként és helynévként fordulnak elő az okleveles anyagokban. Birtokadományozáskor a nemesi oklevelek mindenképp megemlítették a falu nevét, amelynek nyomán nemességét is onnan származtatta sok földesúr. Egy bizonyos Darna falu (ma Darnya, szlovák község) eddig ismert első írásos említése az 1246-ban kelt oklevél. Az oklevelet IV. Béla adta ki, melyben Fülek várát egy Fulcus nevű garázda lovagtól elvette és hívének bizonyos Móric mesternek adta. Az oklevél felsorolja Fülek várához tartozó birtokokat, többek közt "terrae Darna"-t. A falu melletti patak neve szintén Darna volt. Hangzásbeli hasonlatosságon túl azonban semmi sem bizonyítja, hogy a család (akár egy része is) innen eredne. A terület a XV. században már a Jánosffy nemesi család birtokában van és Darna vagy Darnia néven, mint református község szerepel. Innentől pedig az írásos emlékek bizonyítják, hogy a község gróf Lamot, gróf Dela Motte, Vajda, Koós, Patay, Madarassy, Szathmáry-Király, végül báró Nyáry tulajdonlása alá kerül.
Egy másik feltételezett ősi lakhelye lehet a Darnayaknak a Heves megyében található Sirok község és környéke. A község határában található a Darnó-hegy. Az ásatások szerint a hegyen egykoron ősi sáncvár (Darnóvár) állhatott, ma népszerű kirándulóhely. A Darnó szóból származtatják a hegy lábánál folyó Tarnát is: Darnó, Darna, Tarna. A mondavilágban Darnó király legendája is fennmaradt. A Tarna-völgyével elválasztott szomszédos bércen épült Sirok vára, amit 1267-ben említenek először és amelynek romjai ma is láthatóak. Feltételezhetően jóval ez előtt létezett a Darnó-hegyen épült pogányvár. Anonymustól tudjuk, hogy a honfoglalás után a Mátra vidékét az Aba nemzetség uralja. Amennyiben a "Darnóiaknak" ez a vidék az ősi lakhelye, úgy valószínűsíthető, hogy az Aba nemzetség egyik ágából származnak. (A Darnó-hegy és a siroki vár is az Aba nemzetség Borh-Bodon-ág birtokában volt.)
A család neve szintén származhat vagy a nemzetség alapíthatta a Szabolcs-Szatmár-Bereg megyében található Darnó községet. A Magyarország keleti csücskében fekvő református települést egykoron szászok lakták és Szaksza Darnónak nevezték. A Hunyadiak óta viseli mai nevét.
A család egyik nemesi ága a bősi Darnay család (Darnay de Böős) feltételezhetően a Győr-Moson-Sopron megyei Darnóból (ma Darnózseli) származhatnak és onnan kerülhettek a közeli Csallóközbe. A község kizárólag magyar nemzetiségű. Vallásilag is homogén: szinte kizárólag római katolikus lakják. Ez is valószínűsíti, hogy a katolikus bősi ág innen származhat. A község bírája volt 1543-ban Darnai Máté. A terület már a 12. században lakott volt. A Héder nemzetség származtatja magát a Darnó melletti Héderről (Hédervár), így feltehetően az itteni Darnayak is ebből származhatnak a Hédervári és Kőszegi családdal egyaránt.
Hogy még bonyolultabb legyen, egy másik Darna is létezett. Pesty Frigyes például 1864-ben Darnáról ír, amely szerinte a „Bakonynak egyik legrégibb faluja”. Darna vagy Nemesdarna a mai Veszprém megyei Dudar község ősfaluja. A tatárjárás során elpusztult az ősi település, temploma összeomlott, és a harangokat a Bödön-kútba rejtették az ottlakók, hogy megmentsék a tatároktól. A szájhagyomány szerint minden karácsonykor megszólalnak. Ezen a területen Rhé Gyula 1926-ban középkori cserepeket talált, a korai településnyomok megtalálásához további ásatási munkák lennének szükségesek.
Nógrád Megyében Nógrádszakálnál is található egy Darna-patak, völgyében őskori őr-halom vagy sírdomb látható.
Dűlő névként maradt fent Darna-kapu.
Zemplén vármegyében volt található az egykori darnói Boldogságos Szűz Mária prépostság. Itt működött a premontreiek prépostsága. Egy 1257-es IV. Béla által adományozott terület lehetett az alapítás előzménye. Sárospatak és Olaszi közt feküdt a Darnói szőlőhegyen , romjai még ma is láthatók. Később több oklevélben is említik. Eredetileg Jászóhoz tartozott, később azonban Lelesz lett az anyaapátsága.

## Darnó király legendája
Létezik egy legenda, amely a Heves megyei Darnó-hegyhez és annak lábánál fekvő Sirok község kialakulásához köthető. A monda szerint hatalmas vár állott a sziklabércen. Dacolt minden hatalommal. Megfigyelői a környező hegycsúcsokról idejében jelezni tudták, ha ellenség közeledett. Kis és Nagy-vár hegy tetején éberek voltak az őrszemek. A vár ura, az Öreg Darnó király biztonságban érezhette magát várában. Féltő gonddal nevelte egyetlen gyermekét. Az ifjú királyfi csak vadászgatott a gyönyörű vidéken őzekre, szarvasokra… Egyszer a patak közelében járva valaki felnézett rá. Egy pórleány, akinek hajlékony volt a dereka, kék a szeme, s dús haja varkocsban omlott a vállára. Aztán hirtelen el is kapta szemét, de már késő volt. A királyfi is észrevette, és sokáig nézte a leányt…
Így kezdődött. A lányt Tarnának hívták, és ezután a királyfi többször járt arrafelé. Tarnának is akadt dolga néha, hol vizet, hol füvet kellett hazavinnie. S az idő gyorsan szaladt. Az öreg Darnó hiába várta a megszokott időben haza a fiát. Elindult hát, hogy megkeresse. Meg is találta őket és nagyon megharagudott. Tarna édesapját szigorúan megbüntette, a fiát pedig elküldte messze felejteni. A két fiatal szívét ülte a bú. Beteg lett mind a kettő. Hírét vette ennek a király, megbocsájtott fiának és érte küldött. Első út a gyógyulás felé vezette az ifjút, sietett meglátogatni azt, akit nem tudott elfelejteni. Amint megy, szomorú szemű kis menetet lát az apró házak között… Lehajtott fejjel kísérnek egy koporsót. Az ifjú nézi, nézi, majd előrántja kardját, és fájdalmában kardjába dől.
Ezen a napon mindenki sírt a faluban, megeredt az eső is. Siratta az is a fiatalokat. Nagyokat sóhajtott az öreg Darnó is fájdalmában. A szép Tarna meghalt. Együtt temették el őket ott, ahol a két kis patak összeölelkezik. Így lett a község neve is Sirok, s így kapta a kis patak a szép Tarna nevét. Az öreg Darnó pedig azóta is gyakran felnyög fájdalmában, sirok, sírok…

## A család ágai

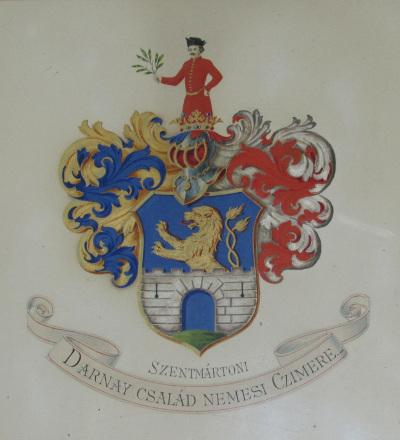
Szentmártoni Darnay család címere

A család egyik katolikus ága, a bősi nemesi ág (Darnay de Böös) Darnóból, a mai Darnózseliből származik. Darnózseli egy község Győr-Moson-Sopron megyében. Darnó és Zseli már a 12. században lakott lehetett. A község közvetlen szomszédja Hédervár község, ahonnan a hédervári grófi család származik. A két család közös együttélésére számtalan bizonyítékot találni a Héderváry-család oklevéltárában. Az is kiderül, hogy Darnó bírája 1543-ban Darnaj Máté.
Az erdélyi Darnai ág a középkorig tudja magát visszavezetni. Darnay Miklós neve 1422-ből maradt fenn Kágyáról. E településhez közel volt található Alsó-és Felső-Darna ma Dernőre változtatva. Az erdélyi család nagy része az ország középső részére vándorolt egykoron.
A balatonhenyei nemesi ág a XVII. századtól Somogyban élt.

## További Darna illetve Darnó helységek
- Bihar vármegye: Alsó- és Felső-Darna.[11]
- Pozsega vármegye: Darno Castrum,
- Pozsony vármegye: Darnó.[11]
- Szatmár vármegye: Darnó,[12]
- Tolna vármegye: Darna vagy Darnó nemesi helység Mágocs közelében feküdt,
- Vas vármegye: Kéthely mellett Darnó puszta,
- Ung vármegye: Darna vámszedőhely,
- Valkó vármegye: Darno, Valkovár és Dálya közötti település,

A mondák körében maradt fenn Darnó király története. A Mátra keleti határában állt a vára, ott ahol a Tarna patak völgye kiszélesedik és szomszédos volt a siroki várral.

## Családnév kialakulása oklevelek alapján
Az öröklődő családnevek kialakulása a nemesség és a polgárság körében a XIV-XV. század, a jobbágyság körében kicsit később.A középkor vége felé az y formát használták függetlenül a társadalmi helyzetüktől.
- Abaúj-Torna vármegye:" Ulászló krakkói herceg 1306. évi oklevele Apathouch adományozásáról keresztkomája (compater) Dornou-i Péter c. számára szolgálataiért."
- Zemplén vármegye: 1356. évi határ bejárás során említik Blasio (Balázs) de darnow-t, mint Bozza birtok tulajdonosa, más néven Tussa falunak hívják.
- Szatmár és Ugocsa vármegye:
- 1366. évi peres ügyben Darno-i István birtokos meghallgatása.[16]
- 1391. évben per folyt Olcsva és Dobos közti földterületért, tanúk közt említik Stephani de Darnou fiát Jakabot.[17] 1433 A leleszi prépost és konventje elé idézték akly-i Darnay Lukács fiát Sebestyént ugocsai nemest.[18]
- Valkó és Bács-Bodrog vármegyék:
- 1308. március 13-án Károly király által kiadott oklevélben " a Wolko megyei nemesek", mint tanúk között Dorno-i György neve is olvasható.[19]
- 1330. január 29-i oklevélben Pál országbíró felmenti a vád alól Dornou-i György Wolkou(Valkó) megyei alispánt és társait.[20]
- 1334 a pápai tizedszedők jegyzékében felvett Thomas de Dorno neve mellett 36 banalaest adó áll. (1 garas=5 bani) ([21]
- 1343. Visegrádon kelt oklevében a szentmáriai pereskedők közt említik Darna-i Hedrech fia Hedrechet.[22]
- 1509. július 1-jén kelt oklevélben a Bodrog megyei zentatóthfalui tiszt és jobbágyai köztük, Darnay Elek a Kis-Dunán lévő halastó részt meghalászták, amely Arayani János és Pál tulajdona volt.[23]
- Pozsony vármegye:
  - 1373. december 19-én a pannonhalmi konvent, Guti Ország Mihály nádor parancsára, Darnó-i László fiát Jakabot a Győr megyei ladaméri birtokába beiktatta.[23]
- 1456. A Héderváryak birtokán Zselin éltek Darnay Gál, Lőrinc, Vitus és fia jobbágyok.[23]

## Nevezetesebb Darnai, Darnay személyek
- Darnai György, Valkó vármegye alispánja, 1330 körül
- Darnai András, Valkó vármegye várnagya, az ispáni központ gondviselője Valkovárban (ma Vukovár, város Horvátországban)
- A család talán legnevesebb tagja nemes szentmártoni Darnay Kálmán (1864-1945) magyar királyi kormányfőtanácsos, író, régész, a sümegi Darnay Múzeum alapítója. Felmenője III. Ferdinánd magyar királytól kapott nemességet 1645-ben még Dorner néven. A szentmártoni nemesi előnevet 1915-ben kapta I. Ferenc József magyar királytól. A magyar múzeumi és művészeti élet támogatója és szervezője. Szoros kapcsolatot ápolt Jókaival, Mikszáthtal, Adyval, Gárdonyival, legjobb barátai közé tartoztak Eötvös Károly, Rippl-Rónai József és Kaffka Margit.[24]
- Darnay-Dornyay Béla (1887-1965) piarista szerzetes, tanár, a Liptó Megyei Múzeum alapítója, a Tatai Múzeum alapítója, a Balatoni Múzeum igazgatója, muzeológus, kutató. Darnay-Dornyay Béla a Földtani Intézet muzeológusa, Tata díszpolgára.  A család évszázadokon át Dornyay néven volt megtalálható ugyanis a török időkben az adószedők elírták nevüket. Béla bebizonyította Darnay származását így felvehette és használhatta ezt a nevet is, így alakult ki a kettős vezetéknév.
- Dr. Darnay László, a Ferencvárosi TC (labdarúgás) ügyvezetője, szakosztály-elnöke 1942-43-ban. Az FTC teljhatalmú ura, emellett a Mester utcai Szent István Közgazdasági Szakközépiskola igazgatója.  Archiválva 2016. október 9-i dátummal a Wayback Machine-ben
- Darnay Hubert huszár őrnagy
- Darnay János szolgabíró, 1661. A nemesek bírája. a nemesi és polgári vármegyerendszer tisztviselője, aki igazságszolgáltatási és közigazgatási feladatokat látott el, eleinte a nemesség, később a jobbágyság és a polgárság számára is. A kialakuló járások vezető tisztségviselője volt.
- Darnaj Máté, Darnó bírája, 1543
- Darnay László alezredes, hősi halál halt lövés által 1943-ban, Sztarij Oszkol, Szovjetunió [halott link]
- Darnay László tüzér őrnagy, 16. kerékpáros zászlóalj, a kerékpáros csapatnem tiszti hősi halottja, elhunyt 1943. Sztarij Oszkol, Szovjetunió
- Charles Darnay  francia arisztokrata, kitalált szereplő Charles Dickens: Két város regénye (Tales of Two Cities) című musical, film és regény változatában.
- 1681. Németi város bírája Darnai István. A németi református egyháznak adományozott 2db ezüst tál egyikén a következő felirattal: "1684. augusztus 7-én csináltatta B.németi városa Darnai István uram bíróságában:"[25]
- 1706.-ban II.Rákóczi ezredeiben harcoltak, Vámfaluból Darnai Lukács és Dabolcról való Darnai János nemesek.[26]
- Győr visszafoglalása után az 1600-as évek elején tűnt fel Darnay Balázs, mint "őfelsége vajdája". Említése formái: "vitézlő úr, nemzetes, őfelsége szolgája. Valószínűleg a város védelmére megszervezett polgárőrségben a csajkások és naszádosok kapitánya volt. 1649-ben kapott nemességet III. Ferdinánd magyar királytól Péter és István nevű fiával együtt. Darnay helyettesítette a királyt hadvezéri és bíráskodási feladatokban. Győr vajdaságának vezetője volt, s mint olyan, a helyi nemességet képviselte.[27]
- Darnai László György 1618. augusztus 12-én iratkozott be a heidelbergi egyetemre. 1622-ben szentelték pappá. 1625-ben nagymegyeri prédikátor, majd 1636 körül Szőny lelkipásztora. Három cím nélküli disputációja maradt fenn.[28]
- 1670. június 3-án Darnay Péter Zemplén megye követeként Bécsbe küldték.1674-ben Szemere László zempléni alispán megbízottja. I. Lipót a felvidéki felkelés kapcsán tömérdek embert vetett tömlöcbe, a Felvidék egész vezető magyarságát kiforgatta vagyonából. Valószínű ennek esett áldozatául Darnay Péter is, Kassán, 1680-ban lefogták és bebörtönözték. 1704-ben még várta szabadulását.[29]

## Nemesek és polgárok összeírásai a XVIII. században

### 1715. évi országos összeírás
- Baranya megye Garé: Darno István és Miklós

### 1720. évi országos összeírás
- Bihar megye, Monostorpályi: Darnai András és Péter
- Ugocsa megye, Szőlősgyula: Darnai János
- Szatmár megye, Szatmárököritó: Darnaj István

## Kempelen Béla: Nemes összeírások
- 3. kötet: Darnay alias Szerencsés nemes levél 1668.
- Darnay (szentmártoni) korábbi neve Dorner. Névváltozás 1884.
- 1754-55 nemesi összeírás: Ugocsa megyében György.
- Zala megyében: Lőrinc, Ferenc, István és Miklós.

6. kötet Ludas alias Darnay
- Címeres levél 1669. szeptember 4. Mihály István, és Miklós Szatmár lt[30] Szerencsés alias Darnay, Pozsony megye, címeres levél 1668-ból.
- Az 1754-55 összeírások István, Péter, és Györgyöt vették fel a nemesek közé.